# Douix
Pour les articles homonymes, voir Douix (homonymie).
La Douix ou Douix de Châtillon est une abondante exsurgence à l'origine d'une courte rivière du même nom qui alimente le cours supérieur de la Seine. Elle est située à Châtillon-sur-Seine dans le nord de la Côte-d'Or.

## Hydrogéologie et plongée souterraine

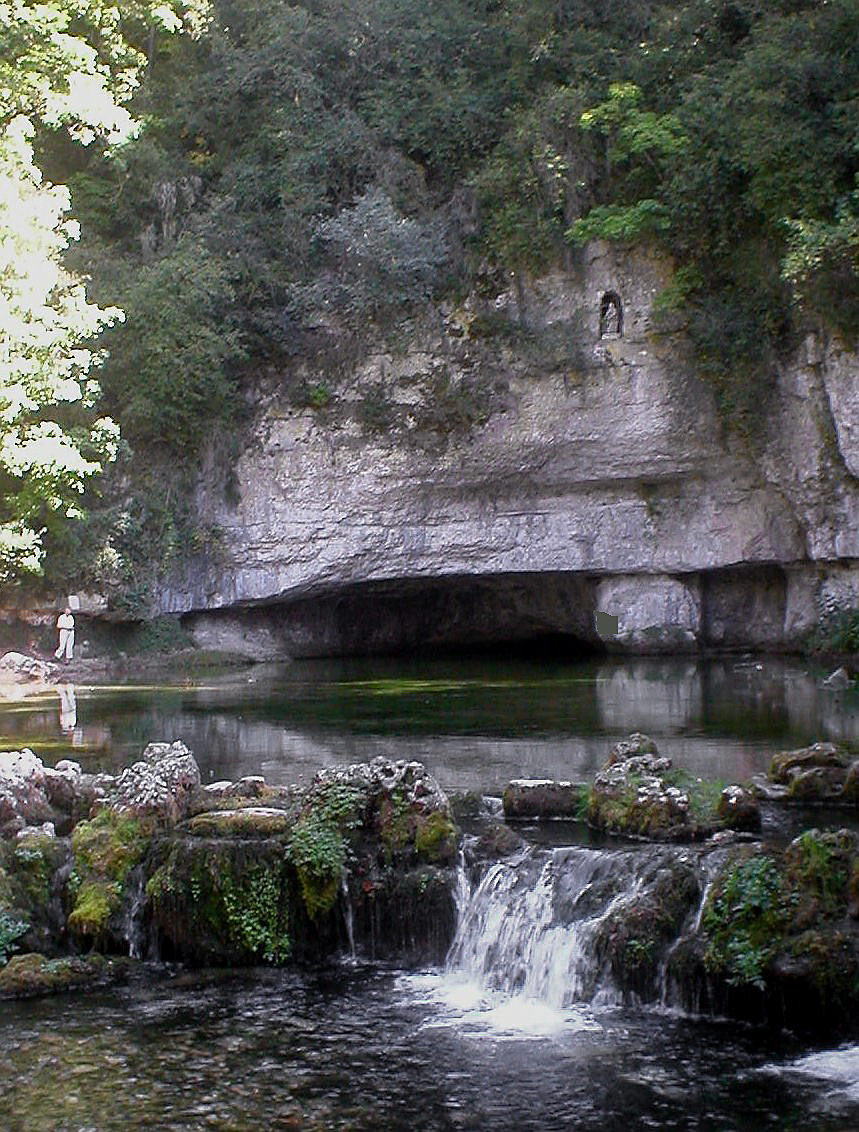
La Douix à l'étiage estival.

La Douix est liée au réseau karstique du plateau de calcaire bathonien du Châtillonnais, entre la vallée de l'Ource et celle de la Seine. Ce réseau météorique (alimenté par les précipitations) est peut-être alimenté en partie par des pertes de l'Ource. Les exsurgences de la Laigne et de la Fontaîne des abîmes à Montliot-et-Courcelles relèvent du même réservoir hydrogéologique.
L'exsurgence débouche d'un imposant porche creusé dans une petite falaise calcaire avec un débit important et régulier, variant entre 0,6 et 3 mètres cubes par seconde. Des explorations en plongée permettent de remonter sur plus de 200 mètres le cours de la rivière souterraine mais sont bloquées par des éboulements.
À cet endroit du haut cours de la Seine, le débit de la Douix est parfois plus important que celui de cette dernière dans laquelle elle se jette après moins d'une centaine de mètres, de telle sorte qu'elle est parfois considérée comme étant sa véritable source. Notamment, lors de l'été 2019, la Seine est totalement tarie en amont de l'embouchure de la Douix.

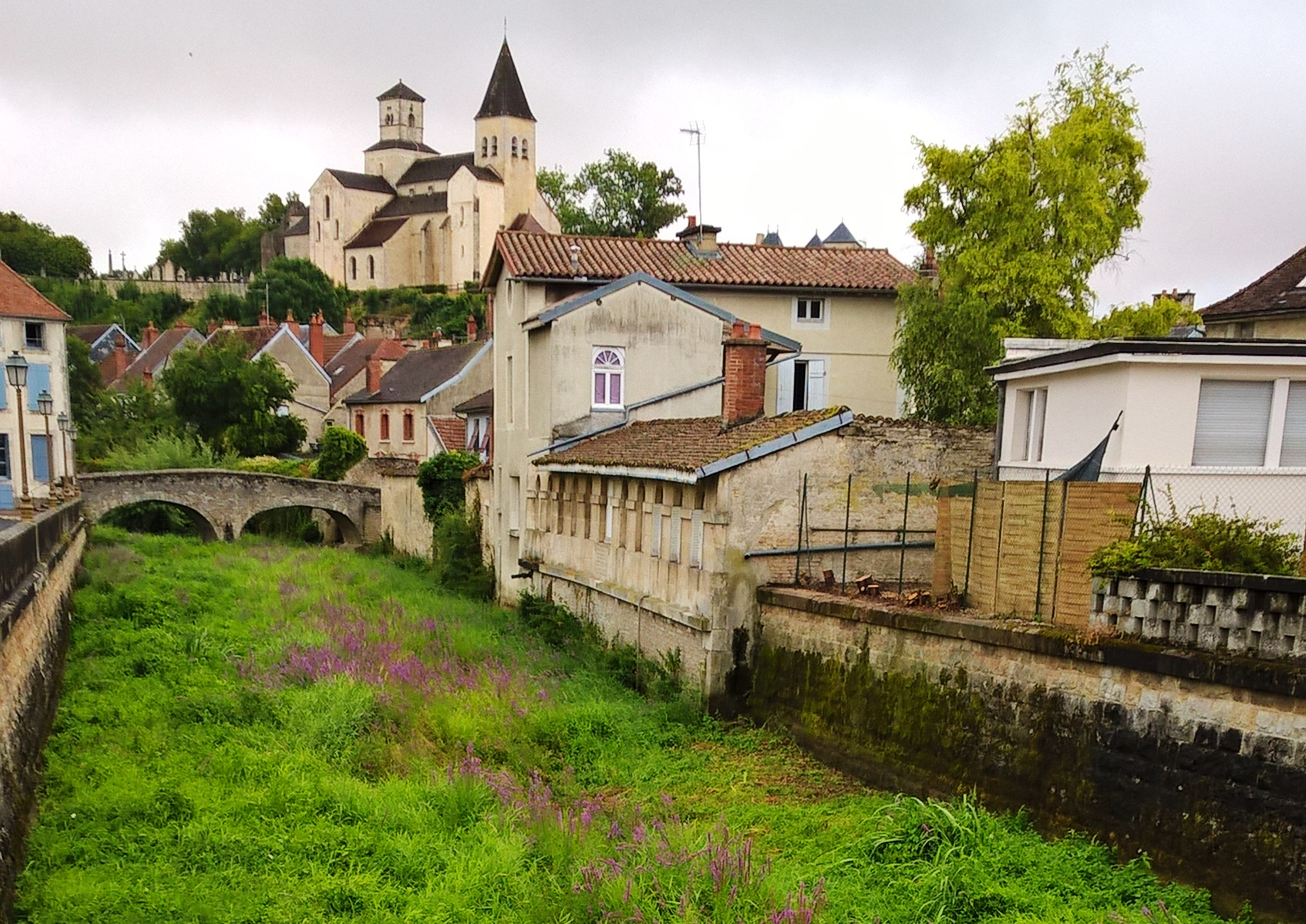
Eté 2019 : la Seine en amont de la Douix

## Toponymie
Le nom Douix est caractéristique du nord du département de la Côte-d'Or, en particulier du Châtillonais, où il désigne une anfractuosité rocheuse. Ce vocable qui n'est pas attesté avant l'an mil dérive, d'après Armand Viré, de la forme celtique ardoux signifiant « la fontaine » ou « la source » et selon Paul Lebel, il est à rapprocher de dhuys en Champagne, deuille en Meuse, doye en Franche-Comté, doua en Lyonnais. À noter que la divinité gauloise associée aux eaux souterraines se nomme Divona.

## Archéologie
Cette source a été un lieu de culte celtique, notamment de la divinité topique Divona, dès le Hallstatt moyen, comme l'attestent les quelque 350 fibules de fer et de bronze trouvées en 1996 lors de l'assèchement par pompage pour explorer le site. La tradition s'est perpétuée jusqu'au XVIIIe siècle, car l'on a retrouvé de nombreuses épingles de cette époque. Les fouilles ont également permis la découverte d'environ 40 ex-votos gallo-romains sous forme de sculptures en calcaire (exposées aujourd'hui au Musée du Pays Châtillonnais à Châtillon-sur-Seine).
Avec la christianisation, la source a été placée sous le patronage marial, une statue de la Vierge Marie étant disposée dans une niche aménagée dans la falaise. Toutefois aucun vestige médiéval n'a été découvert jusqu'ici sur le site qui fait toujours l'objet d'investigations spéléologiques.

## Galerie

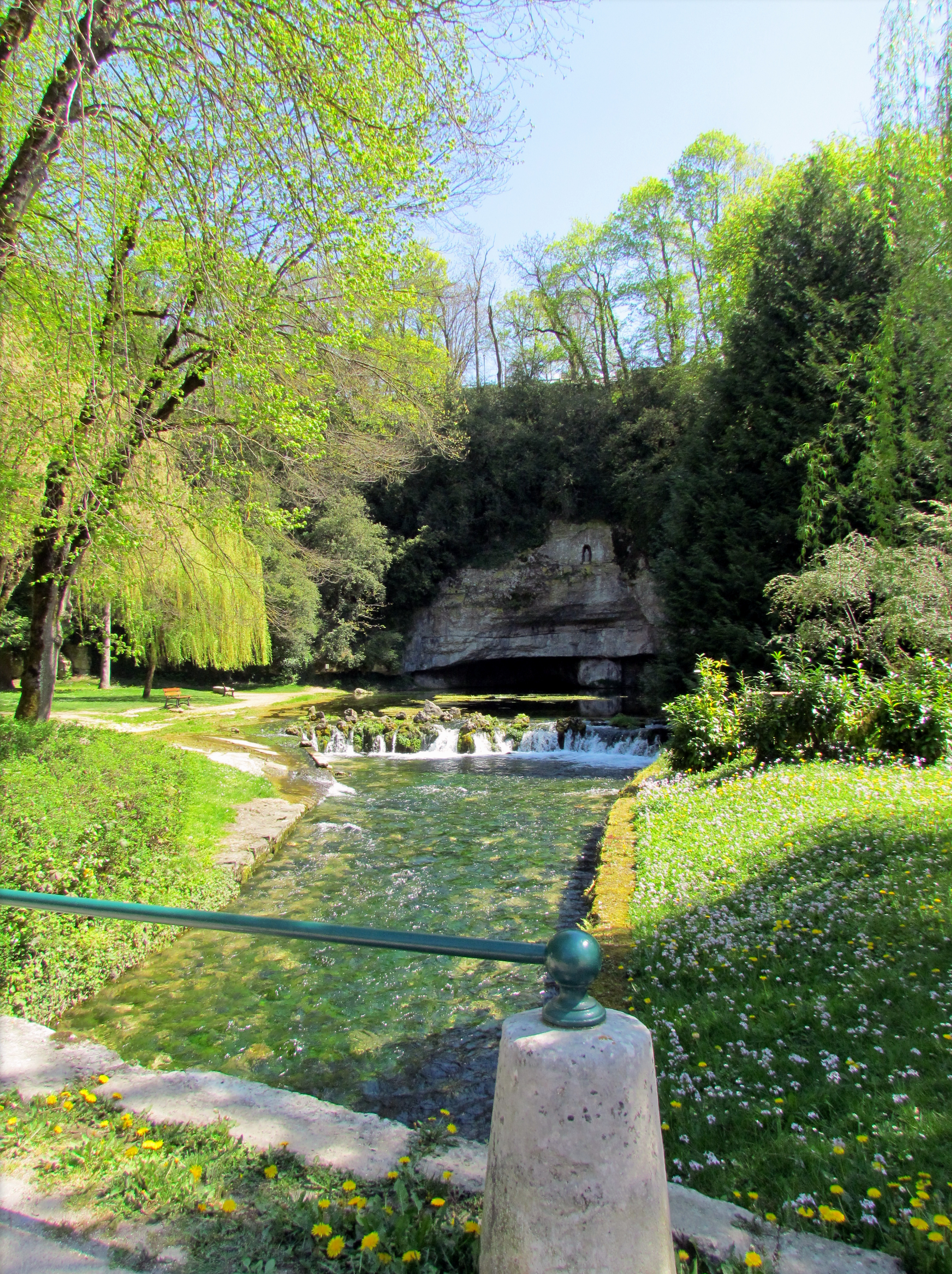
Source de la Douix (vue 1).
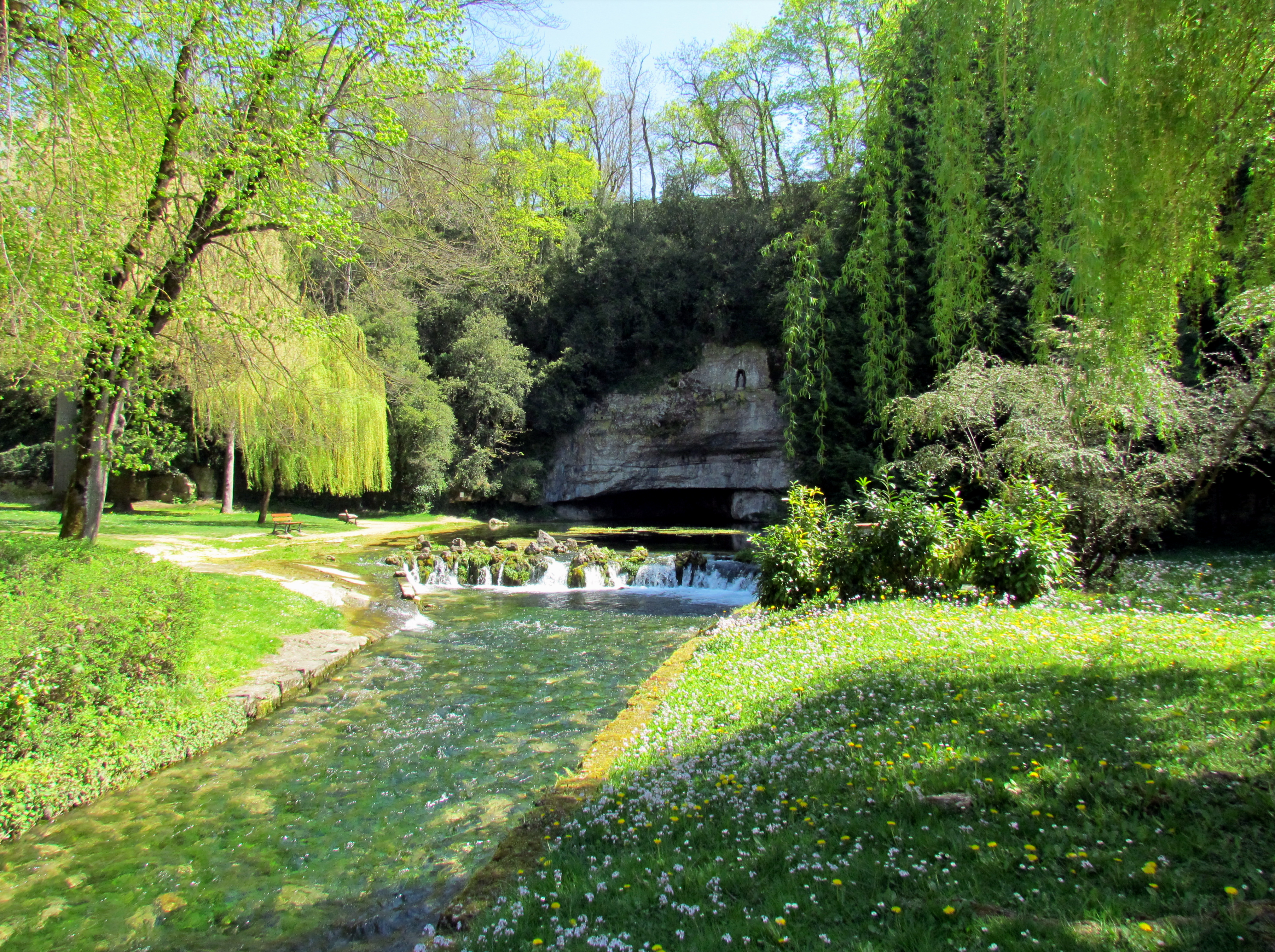
Source de la Douix (vue 2).
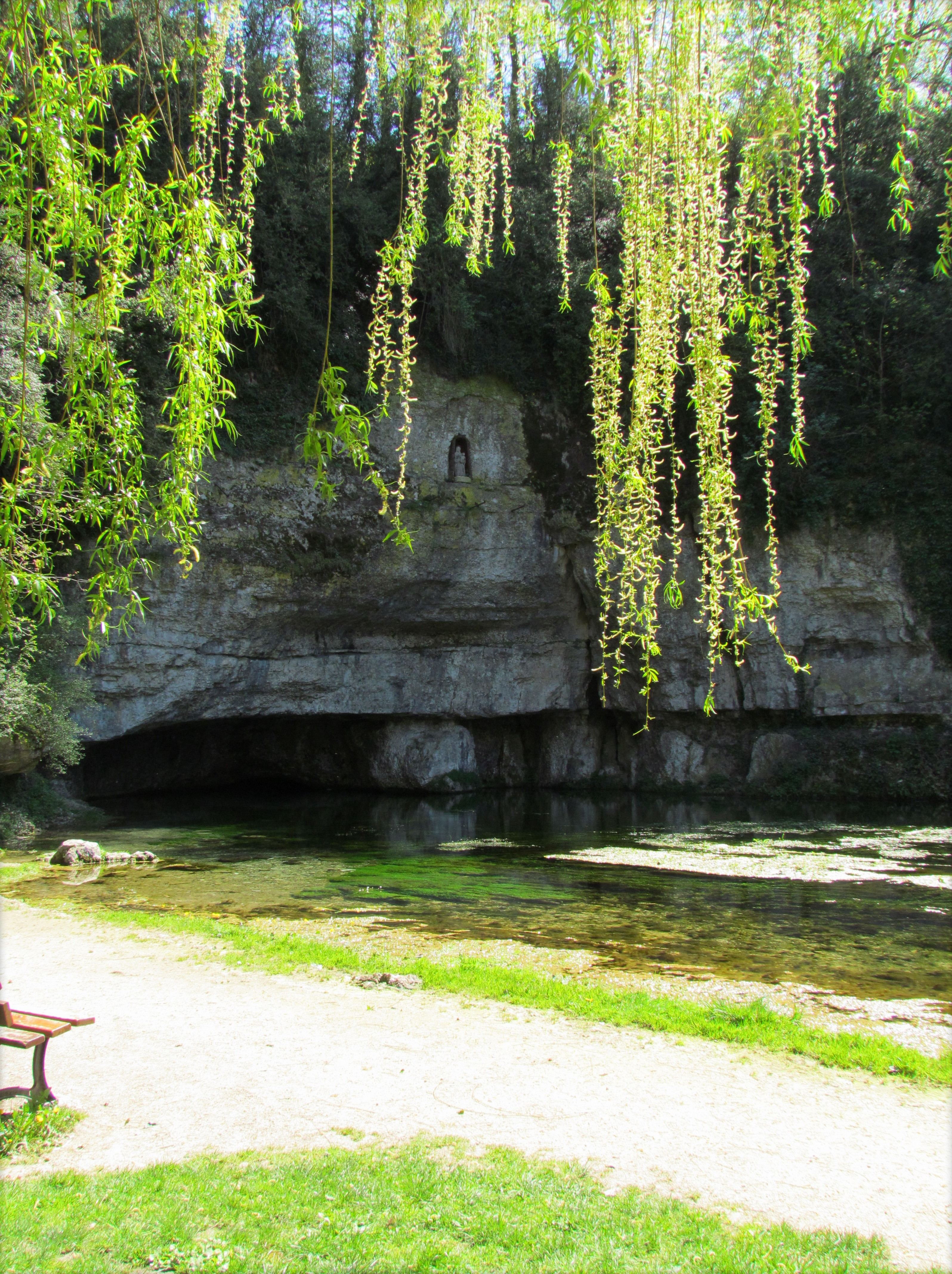
Source de la Douix (vue 3).

## Les douix
Si la Douix désigne communément la source de Châtillon-sur-Seine, une douix est aussi un nom générique pour désigner les exsurgences les plus importantes des plateaux karstiques de Langres et du Tonnerrois. Ainsi dans le Châtillonnais :
- à Bure-les-Templiers, la douix d'Aulot source au pied d'un plateau occupé jadis par une métairie[7] de la commanderie templière ;
- à Duesme, la douix de Lafont jaillit du « Trou-Madame » à 358 mètres d'altitude au pied d'un promontoire creusé par le confluent de la Seine[8] ;
- à Étalante, la douix de la Coquille source au fond d'un cirque qui est zone protégée ouverte au public[9] ;
- à Quemigny-sur-Seine la douix de la Batterelle apparaît au hameau de la Forge et passe sous le château avant de rejoindre la Seine[10] ;
- à Terrefondrée, une source dont le réseau souterrain est apprécié des spéléologues est également dénommée douix de Terrefondrée[11].

À Laignes, la résurgence de la Laigne en centre-ville s'apparente aux précédentes comme la fosse Dionne à Tonnerre dans un département voisin.